# Bence Bálizs
Bence Bálizs (ungarisch Bálizs Bence; * 30. Mai 1990 in Ungarn) ist ein ungarischer Eishockeytorwart, der seit 2014 erneut beim MAC Budapest in der MOL Liga unter Vertrag steht.

## Karriere
Bálizs begann seine Karriere in den Jugendmannschaften von Alba Volán Székesfehérvár und absolvierte in der Saison 2007/08 seine ersten Spiele in der Kampfmannschaft des Clubs in der ungarischen Liga. Dort war er ein fixer Teil des zweiten Teams, das neben der in der österreichischen Liga auflaufenden Mannschaft die ungarische Liga und die MOL Liga bestritt. Mit seiner Mannschaft wurde er auf Anhieb in seinem Rookiejahr Ungarischer Meister. Während der Saison 2009/10 wurde er von den Miskolci Jegesmedvék JSE verpflichtet, kehrte aber nach Beendigung der Spielzeit wieder zu seinem Stammclub zurück. In der Saison 2010/11 kam er unerwartet zu seinen ersten Einsätzen in der Erste Bank Liga. Nachdem der Club den Finnen Tommi Satosaari während der Saison entlassen hatte, verletzte sich Zoltán Hetényi wenige Runden vor Saisonende. Bálizs übernahm die Torhüter-Position und konnte mit guten Leistungen auf sich aufmerksam machen. Gegen den EHC Linz erzielte er beim 5:0-Heimerfolg seines Teams sein erstes EBEL-Shutout. Zudem gewann er mit seiner Mannschaft in der ungarischen Liga den zweiten nationalen Meistertitel seiner Laufbahn, ein Erfolg, den er im Folgejahr wiederholen konnte. 2014 wechselte er zum zweiten Mal in seiner Karriere nach Miskolc und gewann 2015 mit den Eisbären das Triple aus MOL Liga, ungarischer Landesmeisterschaft und Pokalwettbewerb. Anschließend zog es ihn in die ungarische Hauptstadt, wo er bei MAC Budapest ebenfalls in der MOL Liga das Tor hütet.

### International
Auf internationalem Eis agierte Bálizs in drei Nachwuchs-Weltmeisterschaften für Ungarn. Bei der U18-Junioren-Weltmeisterschaft der Division II gelang ihm 2008 mit seiner Mannschaft der Aufstieg in die Division I. Zudem nahm er an der U20-Junioren-Weltmeisterschaft der Division I 2009 teil, bei der er mit Ungarn den Abstieg in die Division II hinnehmen musste. Bei der U20-WM der Division II im Jahr 2010 führte er seine Mannschaft zum zweiten Platz der Gruppe A und führte selbst die Torhüterstatistik in den Rubriken Gegentorschnitt und Fangquote an.
Mit der Herren-Auswahl der Magyaren nahm Bálizs an den Weltmeisterschaften der Division I 2012 und 2015 teil. Zudem vertrat er seine Farben bei der Olympiaqualifikation für die Winterspiele in Sotschi 2014.

## Erfolge und Auszeichnungen
- 2008 Ungarischer Meister mit Alba Volán Székesfehérvár
- 2011 Ungarischer Meister mit Alba Volán Székesfehérvár
- 2012 Ungarischer Meister mit Alba Volán Székesfehérvár
- 2015 Gewinn der MOL Liga
- 2015 Ungarischer Meister und Pokalsieger mit dem Miskolci Jegesmedvék JSE

### International
- 2008 Aufstieg in die Division I bei der U18-Junioren-Weltmeisterschaft der Division II, Gruppe B
- 2010 Niedrigster Gegentorschnitt der U20-Weltmeisterschaft der Division II, Gruppe A
- 2010 Beste Fangquote der U20-Junioren-Weltmeisterschaft der Division II, Gruppe A
- 2015 Aufstieg in die Top-Division bei der Weltmeisterschaft der Division I, Gruppe A

## Karrierestatistik

### Hauptrunde
| Saison  | Team                      | Liga            | GP | W | L | T | MIP  | GA  | GAA  | SVS  | SVS%  | SO | G | A | PIM |
| ------- | ------------------------- | --------------- | -- | - | - | - | ---- | --- | ---- | ---- | ----- | -- | - | - | --- |
| 2006–07 | Alba Volán Székesfehérvár | Ungar. U18-Liga | −  | − | − | − | −    | −   | −    | −    | −     | −  | 0 | 0 | 0   |
| 2007–08 | Alba Volán Székesfehérvár | Ungar. U18-Liga | 5  | − | − | − | 190  | 14  | 4.42 | −    | −     | −  | 0 | 0 | 0   |
|         | Alba Volán Székesfehérvár | Ungar. Liga     | 5  | − | − | − | 239  | 22  | 5.52 | 133  | 85.81 | −  | 0 | 0 | 0   |
| 2008–09 | Alba Volán Székesfehérvár | MOL Liga        | 22 | − | − | − | 1051 | 95  | 5.42 | 623  | 86.77 | −  | 0 | 0 | 0   |
| 2009–10 | Alba Volán Székesfehérvár | Ungar. U20-Liga | 11 | − | − | − | 600  | 20  | 2.00 | 269  | 93.08 | −  | 0 | 0 | 0   |
|         | Miskolci JJSE             | MOL Liga        | 14 | − | − | − | 769  | 57  | 4.45 | 490  | 89.58 | −  | 0 | 0 | 0   |
|         | Miskolci JJSE             | Ungar. Liga     | 8  | − | − | − | 364  | 24  | 3.96 | 226  | 90.40 | −  | 0 | 0 | 0   |
| 2010–11 | Alba Volán Székesfehérvár | MOL Liga        | 24 | − | − | − | 1431 | 101 | 4.23 | 1002 | 90.84 | −  | 0 | 0 | 0   |
|         | Alba Volán Székesfehérvár | ÖEHL            | 9  | 5 | 3 | 1 | 523  | 24  | 2.75 | 268  | 91.78 | 1  | 0 | 0 | 0   |
|         | Alba Volán Székesfehérvár | Ungar. Liga     | 3  | − | − | − | 180  | 11  | 3.67 | 134  | 92.41 | −  | 0 | 0 | 0   |
| 2011–12 | Alba Volán Székesfehérvár | MOL Liga        | 6  | − | − | − | 338  | 17  | 3.01 | 185  | 91.58 | 0  | 0 | 1 | 0   |
|         | Alba Volán Székesfehérvár | ÖEHL            | 14 | − | − | − | 778  | 40  | 3.08 | 420  | 91.30 | 1  | 0 | 0 | 0   |
| 2012–13 | Alba Volán Székesfehérvár | ÖEHL            | 18 | − | − | − | 973  | 50  | 3.08 | 560  | 91.80 | 1  | 0 | 0 | 0   |
| 2013–14 | Alba Volán Székesfehérvár | ÖEHL            | 22 | − | − | − | 1171 | 60  | 3.07 | 592  | 90.80 | 1  | 0 | 0 | 2   |
| 2014–15 | Miskolci Jegesmedvék JSE  | MOL Liga        | 29 | − | − | − | 1766 | 59  | 2.00 | 908  | 93.90 | 2  | 0 | 0 | 4   |

### Play-offs
| Saison  | Team                      | Liga            | GP | W | L | T | MIP | GA | GAA  | SVS | SVS%  | SO | G | A | PIM |
| ------- | ------------------------- | --------------- | -- | - | - | - | --- | -- | ---- | --- | ----- | -- | - | - | --- |
| 2007–08 | Alba Volán Székesfehérvár | Ungar. U18-Liga | 8  | − | − | − | 464 | 28 | 3.62 | −   | −     | −  | 0 | 0 | 0   |
| 2008–09 | Alba Volán Székesfehérvár | Ungar. Liga     | 8  | − | − | − | 353 | 33 | 5.61 | 211 | 86.48 | −  | 0 | 0 | 0   |
| 2010–11 | Alba Volán Székesfehérvár | MOL Liga        | 1  | − | − | − | 60  | 4  | 4.00 | 46  | 92.00 | −  | 0 | 0 | 0   |
|         | Alba Volán Székesfehérvár | Ungar. Liga     | 3  | − | − | − | 185 | 11 | 3.57 | 92  | 89.32 | −  | 0 | 0 | 0   |
| 2011–12 | Alba Volán Székesfehérvár | Ungar. Liga     | 6  | − | − | − | 350 | 6  | 1.03 | 176 | 96.70 | 2  | 0 | 0 | 0   |
| 2013–14 | Alba Volán Székesfehérvár | ÖEHL            | 1  | − | − | − | 59  | 4  | 4.07 | 27  | 87.10 | 0  | 0 | 0 | 0   |
| 2014–15 | Miskolci Jegesmedvék JSE  | MOL Liga        | 7  | − | − | − | 432 | 17 | 2.36 | 195 | 91.98 | 2  | 0 | 0 | 0   |

### Nationalmannschaft
| Saison | Team   | Liga                 | GP | W | L | T | MIP | GA | GAA  | SVS | SVS%  | SO | G | A | PIM |
| ------ | ------ | -------------------- | -- | - | - | - | --- | -- | ---- | --- | ----- | -- | - | - | --- |
| 2008   | Ungarn | U18-WM, Div. II      | 3  | 2 | 1 | 0 | 105 | 7  | 4.00 | 25  | 78.18 | 0  | 0 | 0 | 0   |
| 2009   | Ungarn | U20-WM, Div. I       | 3  | 0 | 3 | 0 | 145 | 11 | 4.55 | 84  | 88.42 | 0  | 0 | 0 | 0   |
| 2010   | Ungarn | U20-WM, Div. II      | 3  | 2 | 0 | 0 | 147 | 2  | 0.82 | 28  | 93.33 | 1  | 0 | 1 | 0   |
| 2012   | Ungarn | WM, Div. I, Gruppe A | 4  | 2 | 2 | 0 | 240 | 13 | 3.25 | 127 | 90.71 | 0  | 0 | 0 | 0   |
| 2015   | Ungarn | WM, Div. I, Gruppe A | 1  | 0 | 1 | 0 | 60  | 5  | 5.00 | 17  | 77.27 | 0  | 0 | 0 | 2   |

(Legende zur Torhüterstatistik: GP oder Sp = Spiele insgesamt; W oder S = Siege; L oder N = Niederlagen; T oder U oder OT = Unentschieden oder Overtime- bzw. Shootout-Niederlage; Min. = Minuten; SOG oder SaT = Schüsse aufs Tor; GA oder GT = Gegentore; SO = Shutouts; GAA oder GTS = Gegentorschnitt; Sv% oder SVS% = Fangquote; EN = Empty Net Goal; 1 Play-downs/Relegation; Kursiv: Statistik nicht vollständig)